# Marcel Pilet-Golaz

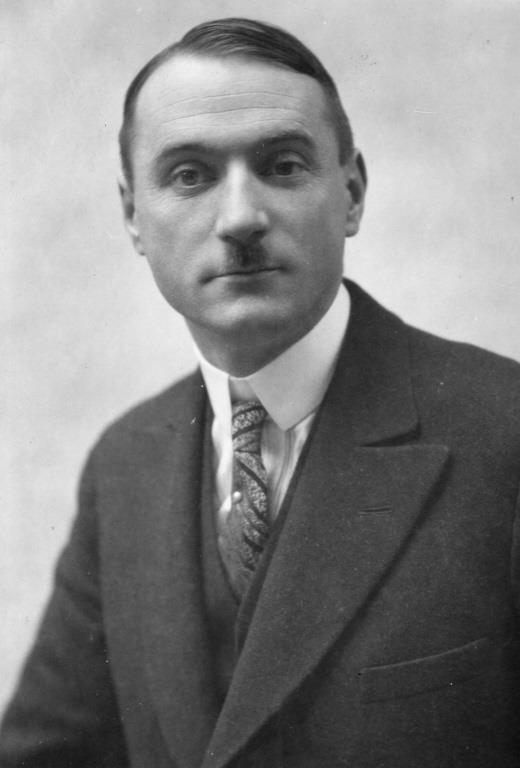
Bundesrat Marcel Pilet-Golaz, ca. 1929

Marcel Pilet-Golaz (* 31. Dezember 1889 in Cossonay; † 11. April 1958 in Paris) war ein Schweizer Politiker (FDP) aus dem Kanton Waadt. Als Bundesrat war er nacheinander Innen-, Verkehrs- und Aussenminister und bekleidete zweimal das Amt des Bundespräsidenten, darunter 1940 zu Beginn des Zweiten Weltkriegs.

## Leben

### Familie
Marcel Pilet-Golaz war der Sohn des Handelsagenten und Gemeinderatspräsidenten von Lausanne, Edouard Pilet und seiner Frau Ella geb. Schenk. Pilet-Golaz studierte Jura und erwarb 1912 einen Dr. iur. der Universität Lausanne. Er arbeitete anschliessend als Anwalt und war Offizier (zuletzt Major) der Schweizer Armee. Seit 1915 war er verheiratet mit Mathilde Golaz, Tochter des freisinnigen Politikers Donat Golaz. Mit ihr hatte er einen Sohn, Jacques Pilet (* 1920).

### Politische Anfänge
Pilet-Golaz amtierte 1921 bis 1928 als Waadtländer Kantonsrat für die Freisinnig-Demokratische Partei und sass von 1925 bis 1928 im Nationalrat. In dieser Zeit setzte er sich u. a. gegen das Streikrecht für Beamte ein.

### Bundesrat

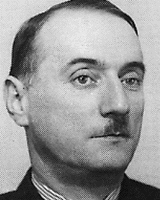
Marcel Pilet-Golaz

Die Vereinigte Bundesversammlung wählte Marcel Pilet-Golaz als Nachfolger von Ernest Chuard am 13. Dezember 1928 im ersten Wahlgang in den Bundesrat. Von seinem Vorgänger und Parteikollegen übernahm er am 1. Januar 1929 das Eidgenössische Departement des Innern. Nach dem Rücktritt von Robert Haab wechselte er am 1. Januar 1930 in das Eidgenössische Post- und Eisenbahndepartement. Das Eidgenössische Politische Departement übernahm er am 1. März 1940 vom verstorbenen Giuseppe Motta. Das Parlament bestätigte ihn 1931, 1935, 1939 und 1943 im Amt. Er war 1933, 1939 und 1944 Vizepräsident des Bundesrates und 1934 und 1940 Bundespräsident. Nach dem Tod von Giuseppe Motta war er von 1940 bis 1944 amtsältestes Regierungsmitglied. Er gab am 7. November 1944 seinen Rücktritt auf den 31. Dezember 1944 bekannt.
In zahlreichen Witzen wurde eine persönliche Rivalität zwischen dem französischsprachigen Pilet-Golaz und seinem Deutschschweizer Kollegen Rudolf Minger unterstellt.

### Aussenpolitik
Nach dem Anschluss Österreichs unterstützte Marcel Pilet-Golaz die Proklamation des Bundesrates und der Fraktionen betreffend die Neutralität der Schweiz.
Als Leiter der Aussenpolitik ab dem 2. März 1940 musste Pilet-Golaz eine Balance finden zwischen den deutschen Forderungen, den alliierten Einwänden und dem Unabhängigkeitswillen der Schweiz. Sein Weg, ein relativ gutes Verhältnis zum Deutschen Reich aufzubauen, war stark umstritten, sowohl während des Krieges als auch danach.
Als die Schweiz 1940 den deutschen Westfeldzug und die Niederlage Frankreichs erlebte, leitete Pilet-Golaz das Departement des Äusseren. Er galt als Pragmatiker, der sich mit dem deutschen und italienischen Faschismus zumindest friedlich arrangieren wollte; manche warfen ihm auch persönliche Sympathie für den Faschismus vor.
Besonders die Radioansprache, die Pilet-Golaz als Bundespräsident am 25. Juni 1940, kurz nach der Kapitulation Frankreichs hielt, liess vielfältige Interpretationen zu. Die mit dem übrigen Bundesrat abgestimmte Rede sollte das Volk trotz der neuen Lage in seiner Eigenständigkeit versichern. Durch seine Wortwahl erreichte er jedoch das Gegenteil.
Pilet-Golaz sprach im Namen des Bundesrates davon, die drei grossen Nachbarn der Schweiz hätten nun den Weg des Friedens beschritten, nun sei es auch für die Schweiz an der Zeit, vorwärts zu blicken und am Wiederaufbau der im Umbruch stehenden Welt mitzuwirken. Der Zeitpunkt der inneren Wiedergeburt sei da, jeder der Eidgenossen müsse den «alten Menschen» ablegen.

### Beurteilung
Viele meinten, in diesen Worten eine Übernahme von Gedankengut der Nationalsozialisten zu hören. Denn die vor dem deutschen Westfeldzug üblichen Worte wie «Widerstand», «bewaffnete Neutralität», «Unabhängigkeit» kamen in der Rede nicht vor.
Diese Interpretation der Worte von Pilet-Golaz wurde dadurch verstärkt, dass er im September 1940 die Führer der nationalsozialistisch orientierten Nationalen Bewegung der Schweiz (NBS) zu einer persönlichen Audienz empfing. Daraufhin musste sich Pilet-Golaz der heftigen Kritik weiter Teile der Öffentlichkeit und des Parlamentes stellen. Bereits zu diesem Zeitpunkt wurden Rücktrittsforderungen laut, denen sich Pilet-Golaz jedoch zu entziehen wusste. Die NBS wurde im November 1940 zusammen mit den Kommunisten auf der linken Seite vom Bundesrat verboten.
Andererseits schien für die Schweiz im Juni 1940 jede Provokation des «Dritten Reichs» gefährlich. Der Abschuss deutscher Flugzeuge durch die Schweizer Luftwaffe im Grenzgebiet zu Frankreich hatte zu massiven Vergeltungsdrohungen geführt. Manche hielten Zurückhaltung und Anpassung für den notwendigen Preis, um die Unabhängigkeit zu erhalten.
Einen Monat nach jener Radioansprache verkündete der militärische Oberbefehlshaber General Henri Guisan beim Rütlirapport die Réduit-Strategie zur Aufrechterhaltung der Schweizer Unabhängigkeit. Dies wurde vielfach als Antwort auf die «anpasserische» Rede von Pilet-Golaz interpretiert.
Pilet-Golaz’ Vorstellungen, was die Kompromisse betraf, die die Schweiz seines Erachtens hätte eingehen sollen, gingen jedoch nie so weit wie die des Schweizer Ministers (Gesandten) in Berlin, Hans Frölicher. In der modernen Geschichtswissenschaft ist man davon abgekommen, Pilet-Golaz als alleinigen Buhmann der Schweiz während des Zweiten Weltkriegs und potentiellen Kollaborateur anzusehen, wie dies in der Volksmeinung und in zahlreichen historischen Publikationen der Nachkriegszeit der Fall war. Vielmehr ist es notwendig, Pilet-Golaz’ Meinung als exemplarisch für einen, wenn auch zahlenmässig geringen, Teil sowohl der Schweizer Bevölkerung wie der Staatsorgane anzusehen. Auch General Guisan wird heute in einem wesentlich nüchterneren Licht gesehen als in den unmittelbaren Nachkriegsjahrzehnten.

### Karriereende
Nachdem 1944 seiner Ankündigung, zur Sowjetunion diplomatische Beziehungen aufzunehmen, von dort eine schroffe Ablehnung gefolgt war, verlor Pilet-Golaz alle Unterstützung und musste zurücktreten.
Nach dem Krieg äusserte sich Pilet-Golaz nicht zu seinem Verhalten. Er zog sich auf sein Anwesen in Essertines-sur-Rolle zurück.

## Wahlergebnisse in der Bundesversammlung
- 1928: Wahl in den Bundesrat mit 151 Stimmen (absolutes Mehr: 113 Stimmen)
- 1931: Wiederwahl als Bundesrat mit 144 Stimmen (absolutes Mehr: 81 Stimmen)[7]
- 1932: Wahl zum Vizepräsidenten des Bundesrates mit 156 Stimmen (absolutes Mehr: 86 Stimmen)
- 1933: Wahl zum Bundespräsidenten mit 137 Stimmen (absolutes Mehr: 77 Stimmen)
- 1935: Wiederwahl als Bundesrat mit 119 Stimmen (absolutes Mehr: 93 Stimmen)
- 1938: Wahl zum Vizepräsidenten des Bundesrates mit 99 Stimmen (absolutes Mehr: 52 Stimmen)
- 1939: Wiederwahl als Bundesrat mit 145 Stimmen (absolutes Mehr: 88 Stimmen)
- 1939: Wahl zum Bundespräsidenten mit 142 Stimmen (absolutes Mehr: 80 Stimmen)
- 1943: Wiederwahl als Bundesrat mit 154 Stimmen (absolutes Mehr: 114 Stimmen)
- 1943: Wahl zum Vizepräsidenten des Bundesrates mit 147 Stimmen (absolutes Mehr: 97 Stimmen)